# Campionato Alagoano 2022
Il Campionato Alagoano 2022 è stata la 92ª edizione della massima serie del campionato alagoano. La stagione è iniziata il 20 gennaio 2022 e si è conclusa il 2 aprile successivo.

## Stagione

### Novità
Al termine della stagione 2021, sono retrocesse Coruripe e CEO. È salito dalla Segunda Divisão il Cruzeiro-AL.

### Formato
Il torneo si svolge in due fasi: la prima è composta da un girone unico. Le prime quattro classificate di tale girone, accedono alla seconda fase che decreterà la vincitrice del campionato. L'ultima classificata retrocede in Segunda Divisão.
La formazione vincitrice e la finalista perdente, potranno partecipare alla Série D 2023, alla Coppa del Brasile 2023 e alla Copa do Nordeste 2023; la terza classificata, solo alla Copa do Nordeste.

## Risultati

### Prima fase
|  | Pos. | Squadra            | Pt | G | V | N | P | GF | GS | DR  |
|  | ---- | ------------------ | -- | - | - | - | - | -- | -- | --- |
|  | 1.   | CSA                | 17 | 7 | 5 | 2 | 0 | 14 | 3  | +11 |
|  | 2.   | ASA                | 12 | 7 | 3 | 3 | 1 | 15 | 8  | +7  |
|  | 3.   | Murici             | 11 | 7 | 3 | 2 | 2 | 6  | 4  | +2  |
|  | 4.   | CRB                | 11 | 7 | 3 | 2 | 2 | 7  | 7  | 0   |
|  | 5.   | CSE                | 8  | 7 | 2 | 2 | 3 | 12 | 6  | +6  |
|  | 6.   | Cruzeiro-AL        | 7  | 7 | 2 | 1 | 4 | 3  | 7  | -4  |
|  | 7.   | Desportivo Aliança | 6  | 7 | 1 | 3 | 3 | 5  | 8  | -3  |
|  | 8.   | Jacyobá            | 4  | 7 | 1 | 1 | 5 | 3  | 22 | -19 |

Legenda:
      Ammessa alla seconda fase.
      Retrocesse in Segunda Divisão 2023
Note:
Tre punti a vittoria, uno a pareggio, zero a sconfitta.

### Seconda fase
|  | Semifinali | Semifinali | Semifinali | Semifinali | Semifinali |  |  | Finale | Finale | Finale | Finale | Finale |  |
|  |            |            |            |            |            |  |  |        |        |        |        |        |  |
|  | 4          | CRB (dtr)  | 0          | 1          | 1 (4)      |  |  |        |        |        |        |        |  |
|  | 1          | CSA        | 1          | 0          | 1 (2)      |  |  | 4      | CRB    | 2      | 2      | 4      |  |
|  | 3          | Murici     | 1          | 0          | 1          |  |  | 2      | ASA    | 1      | 0      | 1      |  |
|  | 2          | ASA        | 2          | 2          | 4          |  |  |        |        |        |        |        |  |

## Classifica finale
|  | Pos. | Squadra            | Pt | G  | V | N | P | GF | GS | DR  |
|  | ---- | ------------------ | -- | -- | - | - | - | -- | -- | --- |
|  | 1.   | CRB                | 20 | 11 | 6 | 2 | 3 | 12 | 9  | +3  |
|  | 2.   | ASA                | 18 | 11 | 5 | 3 | 3 | 20 | 13 | +7  |
|  | 3.   | CSA                | 26 | 11 | 8 | 2 | 1 | 25 | 5  | +19 |
|  | 4.   | Murici             | 11 | 11 | 3 | 2 | 6 | 7  | 18 | -11 |
|  | 5.   | CSE                | 8  | 7  | 2 | 2 | 3 | 12 | 6  | +6  |
|  | 6.   | Cruzeiro-AL        | 7  | 7  | 2 | 1 | 4 | 3  | 7  | -4  |
|  | 7.   | Desportivo Aliança | 6  | 7  | 1 | 3 | 3 | 5  | 8  | -3  |
|  | 8.   | Jacyobá            | 4  | 7  | 1 | 1 | 5 | 3  | 22 | -19 |

Legenda:

      Vincitore del Campionato Alagoano 2022 e qualificato per la Coppa del Brasile 2023, il Campeonato Brasileiro Série D 2023 e la Copa do Nordeste 2023.
      Qualificato per il Campeonato Brasileiro Série D 2023, il Campeonato Brasileiro Série D 2023 e la Copa do Nordeste 2023.
      Qualificato per la Copa do Nordeste 2023.
      Retrocesse in Segunda Divisão 2023